# Fat Sound
Fat Sound è il settimo album in studio del gruppo britannico Bad Manners, pubblicato nel 1992.

## Tracce
Tutti i brani sono dei Bad Manners, tranne dove indicato.
1. Mambo/Ska No. 8 (Perez Prado)
2. Do the Creep
3. I Can't Stand the Rain (Ann Peebles, Don Bryant, Bernard Miller)
4. Crazy Over You (Charlie Jones)
5. Feel Like Jumping (Marcia Griffiths)
6. Midnight Rider (Greg Allman)
7. Skinhead Love Affair
8. Voices in Your Head
9. The First Cut Is the Deepest (Steven Georgiou)
10. Wet Dream (Max Romeo)
11. Stop Making Love Beside Me (B.B. Seaton)
12. Pig Bad (Pig Bag)
13. Mambo No. 5 (Perez Prado)
14. Teenager in Love (Doc Pomus, Mort Shuman)
15. Lola (Ray Davies)